# Gwes
Els gwes (o mbatos, o nglwes) són els membres del grup ètnic que té com a llengua materna el mbato i que viuen al sud-est de Costa d'Ivori, al Districte d'Abidjan i a la regió de Comoé Meridional. Hi ha entre 25.000 (1988), 38.000 (joshuaproject) i 40.000 gwes. El seu codi ètnic al joshuaproject és NAB59k i el seu ID de poble és 19062.

## Situació geogràfica i pobles veïns
El territori mbato està situat a la subprefectura de Petit Alépé, al districte d'Abidjan i a la riba oriental del riu Comoé, a la regió de Comoé Meridional. Aquest territori està situat al nord de Grand-Bassam, a l'oest de Bonoua, al sud d'Alépé i a l'est del Bosc de la Nguechie.
Segons el mapa lingüístic de Costa d'Ivori, els gwes limiten amb els abures, a l'est; amb els attiés al nord i amb els ebriés i els betis, a l'oest.

## Economia
L'agricultura és la principal activitat econòmica del gwes. Molts són agricultors de subsistència i altres treballen en cooperatives que cultiven oli de palma, coco, cassava i plàtans.

## Llengua
La llengua materna dels gwes és el mbato. A més a més, aquests també parlen l'anyin i l'attié.

## Religió
Segons el joshuaproject, el 90% dels gwes són cristians, el 8% creuen en religions tradicionals africanes i el 2% són musulmans. La meitat dels gwes cristians són catòlics, el 30% són protestants i el 20% pertanyen a esglésies independents. El 4% dels gwes cristians pertanyen a moviments evangelistes. Segons el peoplegroup els gwes practiquen un cristianisme marginal que, formalment és cristianisme però no pot ser considerat d'aquesta manera a nivell teològic.